# Saison 2 de Lance et compte
Chronologie
Saison 1 Saison 3
Cette page présente le guide des épisodes de la deuxième saison de la série télévisée Lance et compte.

## Liste des épisodes

### Épisode 1
- Numéro(s) : 2-01
- Scénariste(s) :
- Réalisateur(s) :
- Diffusion(s) : 7 janvier 1988
- Résumé : Le National de Québec se prépare à affronter les Soviétiques dans un match hors-concours. Pierre Lambert, lui, vit des moments difficiles avec Lucie Baptiste. Jacques Mercier reçoit une offre pour aller diriger une équipe suisse. Quant à Marc Gagnon, sa vie est bouleversée par un événement tragique.

### Épisode 2
- Numéro(s) : 2-02
- Scénariste(s) :
- Réalisateur(s) :
- Diffusion(s) : 14 janvier 1988
- Résumé : Sergei et Boris rencontrent Denis et Pierre. Une amitié naît entre les adversaires. Suzie, devenue mannequin à Paris, nous présente son fiancé, Patrick Devon, lui aussi joueur de hockey. Lucie avise Pierre qu’elle veut le quitter. Jacques Mercier accepte d'aller diriger en Suisse. On veut forcer Marc Gagnon à prendre sa retraite. Gilles Guilbeault accepte de devenir directeur général et entraîneur d’Équipe-Canada à la Coupe du Monde.

### Épisode 3
- Numéro(s) : 2-03
- Scénariste(s) :
- Réalisateur(s) :
- Diffusion(s) : 21 janvier 1988
- Résumé : Pierre, séparé temporairement de Lucie, traverse la pire période de sa vie. Sa dépression est profonde. Suzie et sa mère tentent de le réconforter. Marc Gagnon annonce qu'il veut prendre sa retraite. Gilles Guilbeault devient coach intérimaire du National. Et la Coupe du Monde aura lieu.

### Épisode 4
- Numéro(s) : 2-04
- Scénariste(s) :
- Réalisateur(s) :
- Diffusion(s) : 28 janvier 1988
- Résumé : Marc Gagnon annonce sa retraite devant les médias. Jacques Mercier coach son dernier match à Québec. Pierre rencontre Dominique Cartier, une fille qui brûle la chandelle par les deux bouts. Par contre, Patricia, une jeune femme parfois trop raisonnable, pourrait aider Pierre à surmonter sa crise. Guilbeault tente de convaincre Gagnon de devenir coach du National.

### Épisode 5
- Numéro(s) : 2-05
- Scénariste(s) :
- Réalisateur(s) :
- Diffusion(s) : 4 février 1988
- Résumé : Jacques Mercier découvre les difficultés d’être entraîneur en Suisse. Pierre refuse de se rendre en Europe pour tenter de reconquérir Lucie. Lucie apprend qu’elle est enceinte. Marc Gagnon devient le nouvel entraîneur chef du National. Linda Hébert rencontre Éric Murdoch. Suzie file le parfait bonheur avec son nouvel amour Patrick et apprend qu'elle partira en voyage d'affaire en Chine.

### Épisode 6
- Numéro(s) : 2-06
- Scénariste(s) :
- Réalisateur(s) :
- Diffusion(s) : 11 février 1988
- Résumé : Pierre retrouve ses coéquipiers canadiens en Europe pour le camp d’entraînement. Linda Hébert vit une passion difficile avec l’écrivain Éric Murdoch. Boris, Natasha et Sergei forment un trio mystérieux. Que veut donc le machiavélique Kerensky? Une mise en échec envoi Patrick Devon à l'hôpital, mais pour combien de temps?

### Épisode 7
- Numéro(s) : 2-07
- Scénariste(s) :
- Réalisateur(s) :
- Diffusion(s) : 18 février 1988
- Résumé : Suzie qui se prépare à se rendre en Chine apprend que son fiancé est atteint de la leucémie. Patrick veut-il se battre pour sa survie ? Pierre, lui, découvre en Patricia un nouvel espoir. Boris prépare un grand coup. Mais il devra se méfier de Natasha.

### Épisode 8
- Numéro(s) : 2-08
- Scénariste(s) :
- Réalisateur(s) :
- Diffusion(s) : 25 février 1988
- Résumé : Boris Vassilief a réussi à rejoindre Gilles Guilbeault. Il prépare sa défection à l’Ouest. Réussira-t-il ? Pendant ce temps, Pierre tente de se libérer de Dominique de ses démons. Linda Hébert va-t-elle finir par remettre Éric Murdoch à sa place ? Et le père Simpson va-t-il encore tenter de régir toute la vie de son fils ?

### Épisode 9
- Numéro(s) : 2-09
- Scénariste(s) :
- Réalisateur(s) :
- Diffusion(s) : 2 mars 1988
- Résumé : Suzie et Patrick ont décidé de se marier. Pierre est heureux pour sa sœur et décide d’inviter Patricia au mariage. Guilbeault sent une fatigue énorme lui peser sur les épaules. Patrick et Suzie, inconscients du drame qui les attend, vivent une nuit de noces magique.

### Épisode 10
- Numéro(s) : 2-10
- Scénariste(s) :
- Réalisateur(s) :
- Diffusion(s) : 9 mars 1988
- Résumé : Suzie rentre au Canada. C’est Marc Gagnon qui l’accueille et qui tente de lui remonter le moral. Gilles Guilbeault se fait plus sévère avec Pierre. Jacques Mercier se fait plus dur envers Gilles Guilbeault dont il veut ébranler la confiance. Les parties hors-concours terminés, les finales de la Coupe du Monde débutent.

### Épisode 11
- Numéro(s) : 2-11
- Scénariste(s) :
- Réalisateur(s) :
- Diffusion(s) : 16 mars 1988
- Résumé : Pierre en a assez de Dominique. Il lui dit sa façon de penser dans une scène dramatique. Une scène qui aura des conséquences encore plus tragiques pour notre héros. Pendant ce temps, le tournoi de la Coupe du Monde bat son plein et l’Europe de Jacques Mercier se fait menaçante. Cependant, Équipe-Canada trébuche d'entrée de jeu contre les soviétiques. Pour sa part, Denis Mercure vit ses derniers moments avec le National.

### Épisode 12
- Numéro(s) : 2-12
- Scénariste(s) :
- Réalisateur(s) :
- Diffusion(s) : 23 mars 1988
- Résumé : Pierre est coincé à Moscou. Les joueurs veulent se révolter, mais ils doivent quand même affronter le géant soviétique. Gilles Guilbeault, épuisé, se bat avec l’énergie du désespoir pour obtenir la libération de Pierre. Sur la glace, Équipe-Canada peine à rivaliser face à Sergei Koulikov et son équipe.

### Épisode 13
- Numéro(s) : 2-13
- Scénariste(s) :
- Réalisateur(s) :
- Diffusion(s) : 30 mars 1988
- Résumé : L’innocence de Pierre a été reconnue. De retour à Québec, le défi est de taille: battre les Soviétiques deux fois. Gilles Guilbeault, lui, subit un malaise cardiaque et on doit dénicher un nouveau coach d’urgence. Le retour de Pierre Lambert incite les joueurs d’Équipe-Canada à décrocher la victoire. Quant à Sergei, il réussit contre toute attente sa défection à l'Ouest lors du duel final.